# Shubunkin
Der Shubunkin (jap. 朱文金 „scharlachrot gemusterter Goldfisch“, auch 朱文錦 „scharlachrot gemusterter Brokat“ geschrieben) ist ein Zierteichfisch aus Japan. Der Shubunkin ist eine Zuchtform des Goldfisches Carassius auratus. Der Shubunkin kommt in vielen Farbvariationen vor, häufig ist er zweifarbig (typischerweise rot und bläulich-perlmuttfarben) gescheckt. Über diese Grundfärbung sind schwarze Tupfen unregelmäßig verteilt. Seine imposante Schwanzflosse kann bis zur Hälfte der Gesamtlänge ausmachen, aber im Gegensatz zum Schleierschwanz ist sie nicht verdoppelt. Der Shubunkin ist daher nicht als Qualzucht anzusehen. Es gibt mehrere Zuchtstandards die sich in Farbe und Flossenform unterscheiden: London-, Bristol-, Japanischer und Amerikanischer Shubunkin.
Der Shubunkin erreicht bis 30 cm Körperlänge.
In der Haltung hat der Shubunkin nicht so große Platzansprüche wie der Koi, so dass er sich auch für etwas kleinere Teiche (unter 6000 Litern) eignet. Für die – vorübergehende – Aquarienhaltung eignen sich nur Jungtiere.